# Trung tâm lịch sử Firenze
Trung tâm lịch sử Florence là một phần tư khu vực của thành phố Florence. Khu vực được UNESCO công nhận là Di sản thế giới từ năm 1982.
Được xây dựng trên địa điểm của một khu định cư Etruscan, Florence là biểu tượng của thời Phục hưng đã vươn lên thành một đô thị chiếm ưu thế về kinh tế và văn hóa dưới thời Medici trong thế kỷ 15 và 16. Thành phố có lịch sử 600 năm về văn hóa nghệ thuật, biểu hiện qua các công trình nổi bật như nhà thờ Santa Maria del Fiore, nhà thờ Santa Croce, Uffizi và Ccung điện Pitti là những tác phẩm vĩ đại của những bậc thầy như Giotto, Filippo Brunelleschi, Sandro Botticelli và Michelangelo.